# Black Beauty (filme)
Black Beauty (bra: Beleza Negra: Uma Amizade Verdadeira; prt: Beleza Negra) é um filme de drama de 2020 escrito e dirigido por Ashley Avis, baseado no romance de 1877, Black Beauty de Anna Sewell. Co-produção entre Estados Unidos, Reino Unido, África do Sul e Alemanha, é estrelado por Mackenzie Foy, Kate Winslet, Claire Forlani, Iain Glen e Fern Deacon. O filme foi lançado no Disney+ em 27 de novembro de 2020.

## Enredo
Um mustang selvagem narra sua vida desde o nascimento, que nasceu com uma característica diferentes dos outros cavalos, uma estrela branca no meio de sua testa, onde por ele ter uma grande beleza para os caçadores valia muito mais, por onde ele teve passar por grandes dificuldades ao longo de sua vida mais graças a uma jovem menina chamada joe green que cria um grande laço de afinidade com o Mustang consegue juntar dinheiro para conseguir comprar o cavalo dos caçadores assim ajudando a ele, por ele ser selvagem  nascido livre nas montanhas Onaqui de Utah. Ela explica que sua mãe a ensinou sobre tudo, até o que acontece com os cavalos quando eles expiram; eles voam para o céu e descansam entre as estrelas. Um dia, o mustang acidentalmente alerta alguns cowboys que começam a disputar seu rebanho inteiro, fazendo com que o mustang nunca mais veja sua mãe. Um treinador de cavalos chamado John Manly chega e compra o mustang e a leva para Birtwick, um santuário de cavalos. Embora ela goste de John devido ao seu espírito experiente e endurecido, o mustang continua a brincar com ele e se recusa a cooperar com ele, que, no entanto, permanece paciente. O mustang acaba fazendo amizade com dois outros cavalos chamados Ginger e Merrylegs.
John é informado de que sua irmã e o seu marido sofreram um acidente de carro fatal; deixando-o como guardião da sua sobrinha, a adolescente menor Jo Green. Jo não quer nada com John, especialmente porque ele raramente os visitava, mas fica encantado com o mustang que continua a se mostrar difícil. No entanto, o mustang reconhece a dor de Jo como semelhante à dela e acaba se conectando com ela. Jo aprende a domar o mustang e dá-lhe o nome de Black Beauty, ou Beleza para abreviar. John consegue chegar até Jo fazendo com que ela trabalhe nos estábulos e cuide de Beauty regularmente. Eles popularizam a frase "fazer parceria" com um cavalo em vez de "quebrar" um cavalo. John informa Jo que eles eventualmente terão que vender Beauty, mas Jo se recusa.
Uma noite, um incêndio irrompeu devido a um tratador distraído do estábulo deixar um aquecedor ligado e os cavalos tiveram que ser evacuados. Com Birtwick perdendo dinheiro, Jo está preocupada com a necessidade de vender Beauty, mas faz um acordo com o chefe de John, Henry Gordon, para que ela possa trabalhar mais para ganhar o dinheiro para comprar Beauty, embora ele afirme que eles podem alugá-la. A família Winthorp de classe alta chega para comprar cavalos para sua propriedade com a filha Georgina escolhendo imediatamente Beauty para alugar. John consegue convencê-los a ter Jo como seu inquilino. Na propriedade Earlshall, Beauty descobre que sua amiga Ginger foi comprada para George, filho de Winthorp, que, ao contrário de Georgina, é gentil e se interessa por Jo.
Georgina é cruel e rude com Bela, que resiste ao desejo de machucá-la, pois isso colocaria ela e Jo em apuros. Jo descobre que Beauty está com ferimentos graves e George tenta fazer com que Jo fique mais perto dela, mas sua mãe dá um fim nisso. Uma corrida é realizada em uma reunião social onde a péssima cavalgada de Georgina resulta em Bela machucando uma das pernas. George enfrenta sua mãe e os Winthorps decidem devolver Beleza. No entanto, John chega para informar a Jo que a Birtwick está fechando e todos os cavalos devem ser vendidos. Beleza é levada embora sem que Jo tenha a chance de dizer adeus a ela. Ela fica determinada a encontrá-la e comprá-la novamente.
Beauty é vendida para um ranger chamado Terry e juntos partem em ousadas missões de resgate na selva, incluindo resgatar um homem de um rio caudaloso. Terry decide se aposentar e Beauty é entregue a um fazendeiro que usa ferramentas antigas, forçando-a a trabalhar mais. Ela logo é dada a um gentil cocheiro de carruagem na cidade de Nova York chamado Jerry, cuja filha escolhe chamá-la de Lady. Em uma noite particularmente fria e com neve, Bela se reencontra com Ginger, que foi vendida sem o conhecimento de George. Ela tristemente diz a ela que ela e Merrylegs eram seus únicos amigos. Ela morre logo depois. Todo esse tempo, Bela continua pensando em Jo, que não desistiu de encontrá-la.
Quando Jerry fica doente, Beauty é vendida para outra empresa de carruagens que são cruéis e vendem os cavalos ilegalmente. Enquanto dirige, Bela vê o corpo de Ginger sendo levado embora. Com o coração partido, Bela fica na estrada durante o rodízio da carruagem, que ganha destaque na mídia. A empresa tenta vender Beauty, mas um cavalariço gentil chamado Manuel alerta a polícia sobre as atividades e Jo encontra Beauty e se reúne com ela. Jo revela que ela conseguiu reconstruir Birtwick totalmente e agora trabalha com John e George, com quem ela se casou, para ajudar a reabilitar cavalos em tempo integral; descobrindo que Merrylegs também foi recuperado. Felizmente, Beauty continua com Jo.

## Elenco
- Kate Winslet como Black Beauty (voz)
- Mackenzie Foy como Jo Green
  - Faith Bodington como Jo Green (12 anos)
- Iain Glen como John Manly
- Calam Lynch como George Winthorp
- Claire Forlani como Mrs. Winthorp
- Fern Deacon como Georgina Winthorp
- Hakeem Kae-Kazim como Terry
- Max Raphael como James
- Matt Rippy como Henry Gordon
- David Sherwood como Mr. York
- Bjorn Steinbach como Mario
- Patrick Lyster como Mr. Winthorp
- Craig Hawks como Walker
- Katja Hopkins como Jill
- Greg Parvess como Jerry
- Sascha Nastasi como Jennifer
- Alex Jeaven como Jasmine
- Nahum Hughes como Manuel

Black Beauty é retratada por quatro cavalos diferentes: Spirit, Jenny, Awards e Rosie. O cavalo que a retrata como um potro, por coincidência é chamado de Black Beauty. A mãe de Beauty é retratada, coincidentemente, por um cavalo chamado Beauty, enquanto Ginger foi retratada por Susie e Orion e Merrylegs foi retratada por Lulu Belle e Victoria. 

## Produção
Foi anunciado em maio de 2019 que uma nova adaptação do romance de Anna Sewell estava em desenvolvimento, com Ashley Avis escrevendo e dirigindo o filme. Mackenzie Foy e Kate Winslet foram escolhidos para estrelar o filme.
As filmagens começaram na África do Sul em outubro de 2019, com Claire Forlani e Iain Glen se juntando ao elenco.

## Lançamento
Em julho de 2020, a Walt Disney Pictures adquiriu os direitos de distribuição do filme da Constantin Film. O filme Black Beauty foi lançado digitalmente no serviço do Disney+ em 27 de novembro de 2020.

## Recepção
No agregador de reviews Rotten Tomatoes, o filme tem uma taxa de aprovação de 48% com base em 44 resenhas, com uma classificação média de 5,3/10. O consenso dos críticos do site diz: "Incapaz de controlar as complexidades de seu material original, Black Beauty se esforça para sair do paddock a galope." No Metacritic, tem uma pontuação média ponderada de 52 em 100, com base em 12 críticos, indicando "críticas mistas ou médias".
A Common Sense Media avaliou o filme com 3 de 5 estrelas, afirmando: "Black Beauty é emocionalmente desgastante, com o cavalo central sofrendo abuso, perda e perigo. - Dito isso, o filme, contado principalmente da perspectiva do cavalo, em última análise, mostra um claro respeito e admiração pelos animais, e transmite mensagens positivas de lealdade, família, perseverança, resiliência".
New York Post avaliou o filme com 2,5 de 5 estrelas, declarando : "Um dos propósitos do livro era definir uma linha sobre a crueldade contra os animais, o que é admirável - mas “Black Beauty” se desvia tantas vezes para o escuro e o triste. Eu questiono quanto apelo realmente terá para os jovens. Ainda assim, se seus dutos lacrimais precisam de limpeza, este é um filme de férias que fará o trabalho". Den Of Geek elogiou o trabalho de Ashley Avis, afirmando : "Ashley Avis atinge todos os pontos da trama e lança algumas fotos fantasticamente bonitas no processo, mas há uma falta de textura (tanto visualmente quanto narrativamente) que impede este filme de evoluir de um filme de garotas de cavalo útil para algo maior, ambos internamente e fora dos limites de Horse Girl Canon "e que o filme" carece da ambição temática de seu material original, mas é uma adição útil ao Horse Girl Canon".